# Шимчук, Наталья Михайловна
Наталья Михайловна Шимчук (бел. Наталля Міхайлаўна Шымчук; род. 1 октября 1981, Пловдив) — белорусская легкоатлетка, специалистка по метанию копья. Выступала за сборную Белоруссии по лёгкой атлетике в 1998—2008 годах, победительница Кубка Европы, призёрка первенств национального значения, участница двух летних Олимпийских игр.

## Биография
Наталья Шимчук родилась 1 октября 1981 года в Пловдиве, Болгария. Впоследствии постоянно проживала и тренировалась в Бресте, Белоруссия.
Впервые заявила о себе в лёгкой атлетике на международном уровне в сезоне 1998 года, когда вошла в состав белорусской национальной сборной и выступила на Всемирных юношеских играх в Москве, где в зачёте метания копья с результатом 48,97 стала бронзовой призёркой.
В 1999 году в той же дисциплине была восьмой на юниорском европейском первенстве в Риге (52,75).
В 2000 году заняла 12-е место на юниорском мировом первенстве в Сантьяго (45,32).
В 2001 году на молодёжном европейском первенстве в Амстердаме показала результат 51,17 и в финал не вышла.
В 2003 году стала четвёртой на молодёжном европейском первенстве в Быдгоще (57,45). Будучи студенткой, представляла Белоруссию на Универсиаде в Тэгу — с результатом 54,32 расположилась в итоговом протоколе соревнований на шестой строке.
Благодаря череде удачных выступлений удостоилась права защищать честь страны на летних Олимпийских играх 2004 года в Афинах — в программе метания копья показала результат 51,23 метра, не сумев преодолеть предварительный квалификационный этап.
После афинской Олимпиады Шимчук осталась действующей спортсменкой на ещё один олимпийский цикл и продолжила принимать участие в крупнейших международных соревнованиях. Так, в 2005 году она отметилась выступлением на Универсиаде в Измире, где с результатом 51,22 заняла итоговое 11-е место.
В 2006 году стартовала на чемпионате Европы в Гётеборге (57,40).
В 2007 году была четвёртой на Универсиаде в Бангкоке (58,69).
В июне 2008 года на Кубке Европы в Анси превзошла всех соперниц в метании копья, установив национальный рекорд Белоруссии в данной дисциплине — 63,24 метра. Выполнив олимпийский квалификационный норматив, благополучно прошла отбор на Олимпийские игры в Пекине — на сей раз метнула копьё на 57,11 метра и так же в финал не вышла. Вскоре по окончании пекинской Олимпиады завершила спортивную карьеру.